# Der Kürenberger

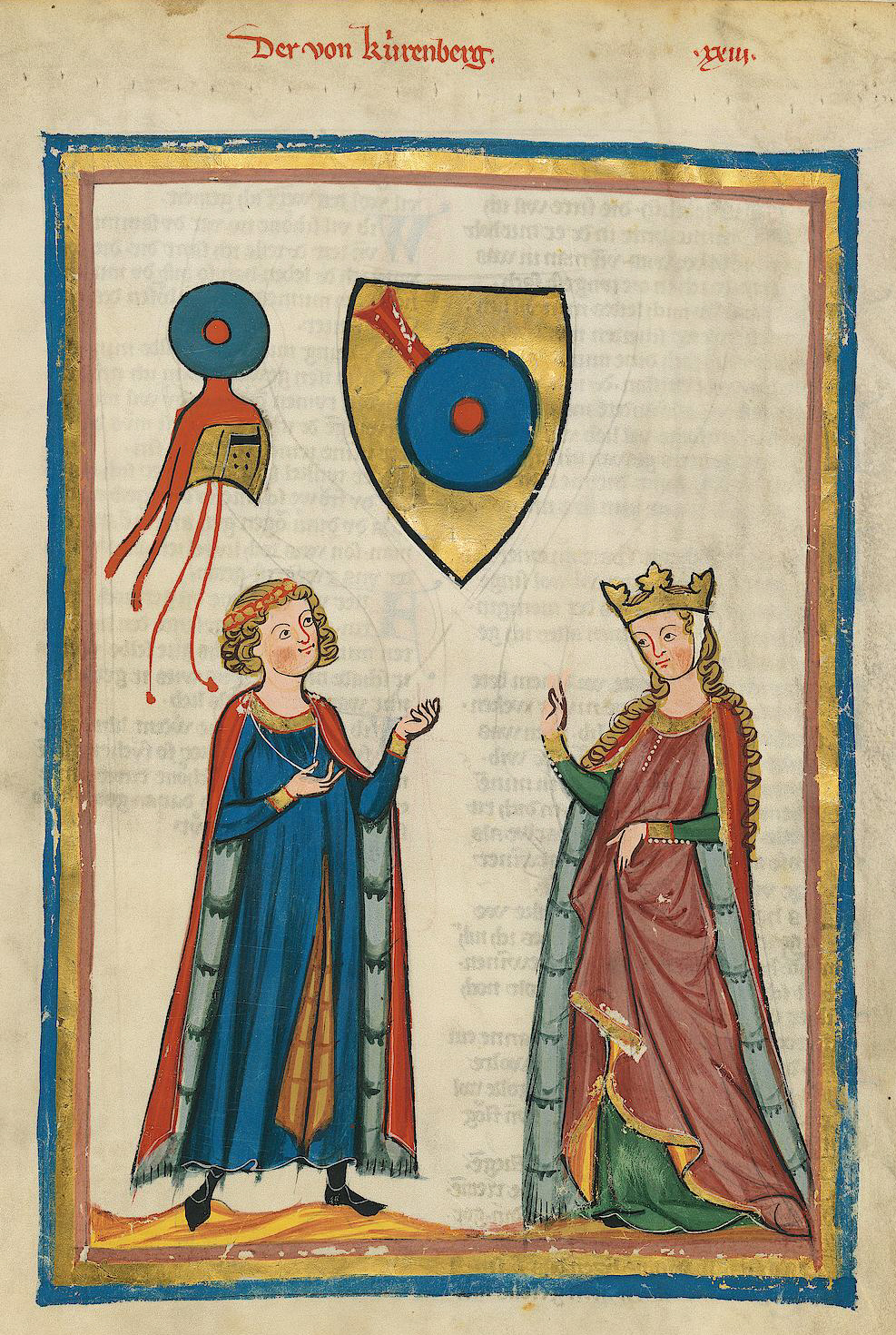
A Kürenbergi (a Manesse-kódexből, XIV. század első fele.)

Der Kürenberger vagy Der von Kürenberg (magyarul: A Kürenbergi) (12. század), az első név szerint ismert minnesänger, az ún. Duna-menti Minnesang képviselője.
Személyét eddig nem tudták pontosan megállapítani, a 11-12. században több család viselte ezt a nevet, talán ezek valamelyikéből származott. Összesen 15 strófa maradt ránk tőle, ezek a 12. század közepe után keletkeztek. A Kürenbergitől még idegen a gondolat, hogy a férfi a nőnek mint úrnőnek szolgálhat, s hogy az nem vesz tudomást a férfi érzelmeiről, vágyairól. Az általa használt négysoros ún. Kürenbergi-versszak gyakorlatilag a Nibelung-versszakkal azonos. Leghíresebb dala a Falkenlied (Sólyomdal).

## Magyarul
- Énekelj aranymadár! Német lovag-költők antológiája; vál. és bev. Lator László, jegyz. Vizkelety András. Budapest, 1960
- Minnesang. A középkori német világi líra gyöngyszemei; vál., a bev. tanulmányt és a jegyzeteket írta Lőkös Péter. Budapest, 1998